# George Biddell Airy
Pour les articles homonymes, voir Biddell et Airy.
George Biddell Airy (27 juillet 1801 – 2 janvier 1892) est un mathématicien, astronome, géodésien et physicien britannique.

## Biographie
En 1819, il entre au Trinity College à Cambridge.
En décembre 1826, il succède à Thomas Turton comme professeur lucasien de mathématiques. Il occupe cette chaire pendant un peu plus d'un an, puis est nommé professeur plumien d'astronomie et de philosophie expérimentale et devient aussi directeur du nouvel observatoire de Cambridge. Ses travaux sur la mise au point de télescopes lui valent la Médaille Copley en 1831.
En juin 1835, Airy devient Astronome royal. Il succède à ce poste à John Pond et commence une longue carrière à l'observatoire national qui est pour beaucoup dans sa célébrité. Il est lauréat de la médaille d'or de la Royal Astronomical Society en 1833, du prix Lalande en 1834 et de la Royal Medal en 1845. En 1881, à 80 ans, Sir George Airy démissionne de son poste d'Astronome Royal.

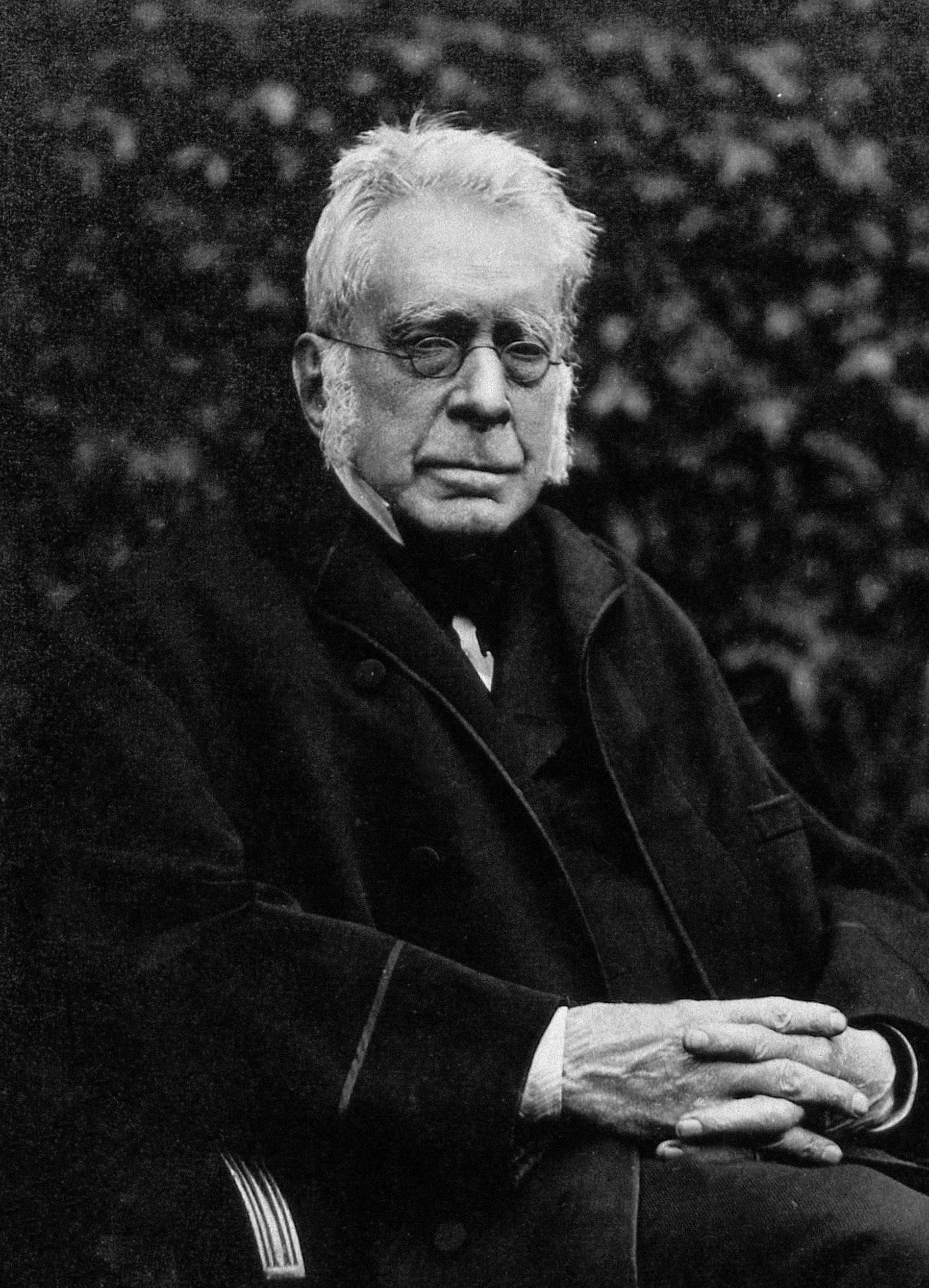
George Biddell Airy en 1891.

Il a notamment développé une théorie des arcs-en-ciel. Avec John Henry Pratt il est l'un des initiateurs de la théorie de l'isostasie et son nom reste attaché à l'un des modèles d'isostasie. On lui doit de nombreuses mesures pendulaires tentant de déterminer la masse de la Terre et, ainsi, la constante de gravitation de Newton. Les fonctions d'Airy, reliées aux fonctions de Bessel, sont des fonctions mathématiques dites « spéciales » fort utilisées en physique, en géodésie, en géodynamique et en sismologie théorique. Les calculs qu'ont nécessité ses travaux ont été effectués par un nombre important de "calculatrices", sous-payées employées entre 14 et 23 ans (avant leur mariage) à Greenwich.
George Biddell Airy est devenu membre de la Royal Society le 21 janvier 1836. Il en est président de 1871 à 1873.
Son nom a été donné à un cratère de la Lune (Airy) et à un cratère de Mars (Airy et par suite Airy-0).

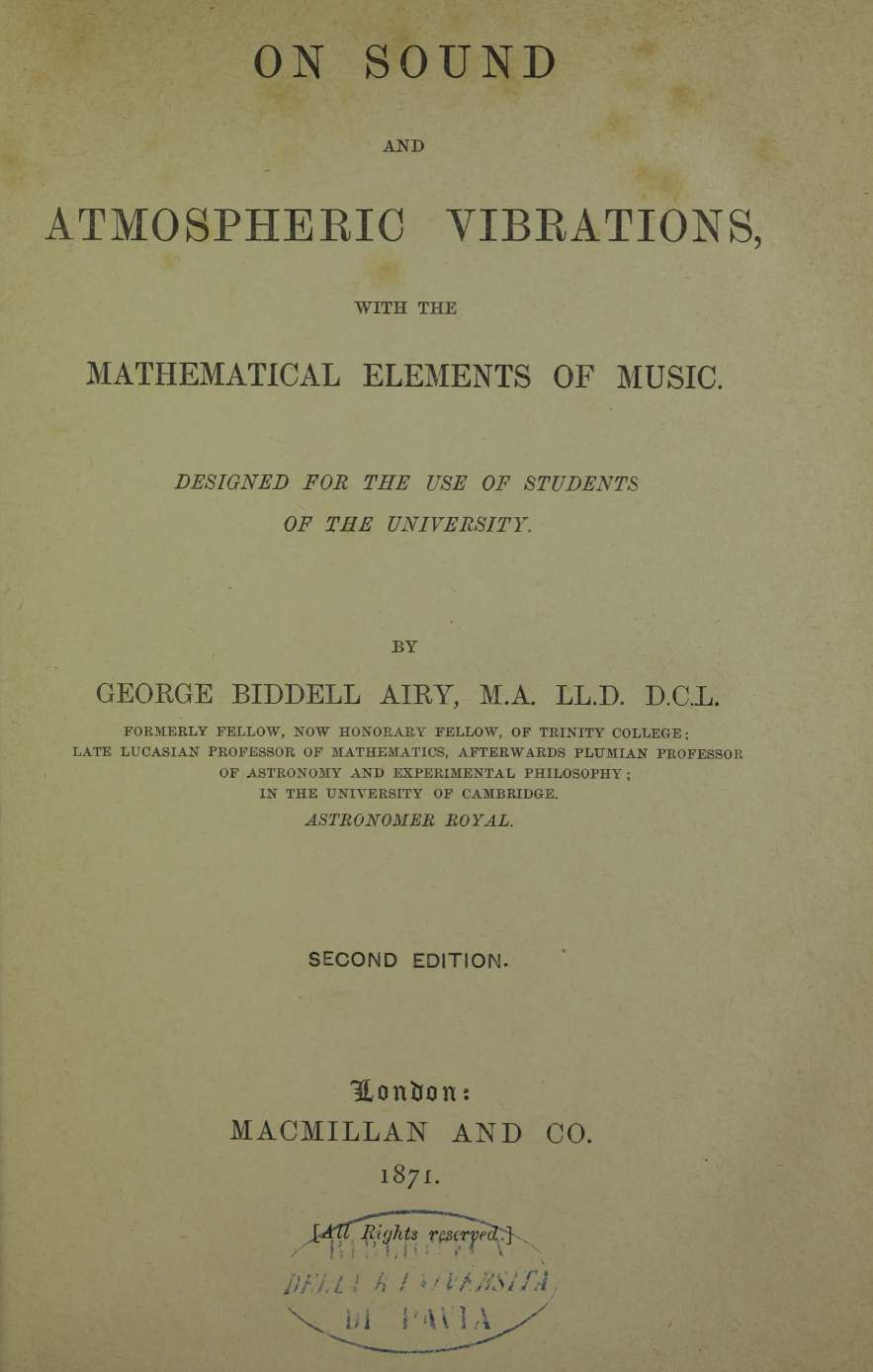
On sound and atmospheric vibrations with the mathematical elements of music, 1871

## Distinctions
- Pour le Mérite